# Le Havre
|  | Per a altres significats, vegeu «Havre». |

Le Havre és un municipi francès, situat al departament del Sena Marítim i a la regió de Normandia. L'any 2005 tenia 183.900 habitants. Situat a la riba sud dreta de l'estuari del Sena, al canal de la Mànega, té, juntament amb Marsella un dels dos principals ports de França.

## Història
La ciutat de Le Havre fou fundada el 8 d'octubre de 1517 per Francesc I d'Angulema. Va tenir un gran creixement demogràfic gràcies al dinamisme del seu port.
La ciutat fou condecorada amb la Legió d'Honor el 18 de juliol de 1949.
Per la seva ubicació i estratègia, Le Havre va ser durament castigada pels bombardaments de la Segona Guerra Mundial. El centre de la localitat va ser reconstruïda entre 1945 i 1964 gràcies a un equip d'arquitectes dirigit per Auguste Perret, arquitecte francès d'origen belga. Aquesta part de la ciutat, el centre vila, va ser declarada Patrimoni de la Humanitat per la UNESCO el 2005. La UNESCO atorgà un especial valor a «la convivència del traçat original de la ciutat i la seva estructura històrica amb noves idees en matèria d'urbanisme i construcció». Va ser la primera obra d'arquitectura «racional» declarada Patrimoni de la Humanitat.

## Fills il·lustres
- Lina Pacary (1868-1952) soprano dramàtica.
- René Coty (1882-1962) president de la República francesa
- Raymond Queneau (1903-1976) escriptor
- Guy Mazeline (1900 - 1996) escriptor, Premi Goncourt de 1932
- Jean Dubuffet (1901-1985) destacat artista francès

## Educació
- École de management de Normandie